# Naissance en 1216
Naissance
- 1212
- 1213
- 1214
- 1215
- 1216
- 1217
- 1218
- 1219
- 1220

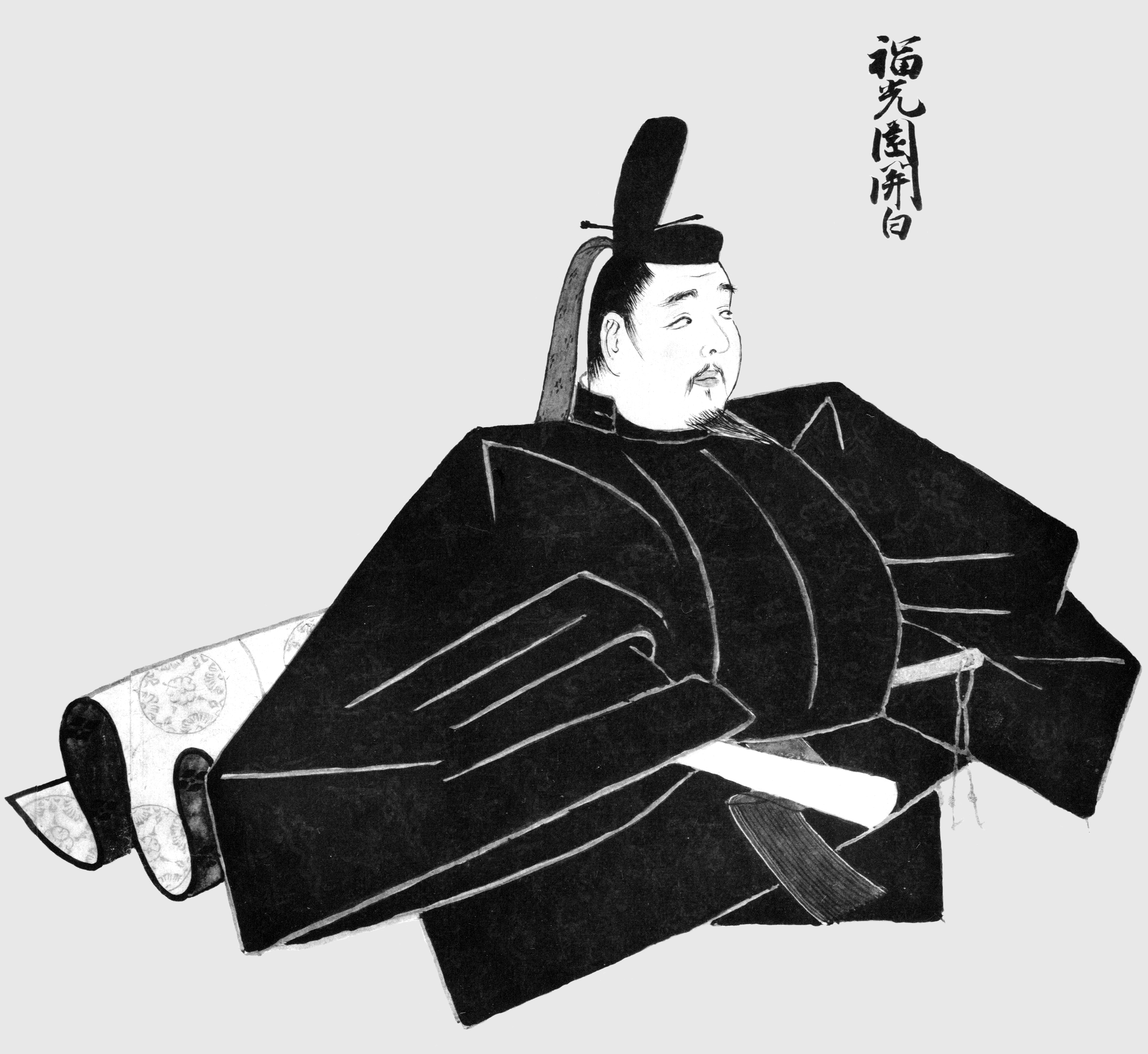
Nijō Yoshizane, né en 1216.

Cette page dresse une liste de personnalités nées au cours de l'année 1216
- Septembre[1] : Robert Ier d'Artois, comte d'Artois.

- Aimeric de Belenoi, clerc et un troubadour.
- Éric XI de Suède, ou Erik Eriksson ou Erik läspe och halte, roi de Suède.
- Erik Plovpenning, roi de Danemark de 1241 à 1250.
- Henri V de Luxembourg, comte d'Arlon, de Luxembourg, de La Rocheet de Namur (sous le nom d'Henri III).
- Isabelle d'Arménie, reine d'Arménie.
- Nijō Yoshizane, fils du régent Kujō Michiie, est un noble de cour japonais (kugyō) de l'époque de Kamakura.
- Robert Ier d'Artois, comte d'Artois.
- Ṣafī al-Dīn al-Urmawī, ou Abd al-Mu'min ibn Yusuf ibn Fakhir, musicien, érudit en musicologie et bibliothécaire sous le califat d'Al-Musta'sim.

date incertaine (vers 1216)
- Yolande de Hongrie, princesse royale hongroise et reine consort d'Aragon, de Majorque et de Valence, comtesse consort de Barcelone, seigneur de Montpellier et d'Aumelas et vicomtesse de Millau.

## Crédit d'auteurs
- Cet article est partiellement ou en totalité issu de l'article intitulé « 1216 » (voir la liste des auteurs).